# Filips Karel van Arenberg
Filips Karel van Arenberg (Barbençon, 18 oktober 1587 — Madrid, 25 september 1640) was een Zuid-Nederlands militair en diplomaat. Hij was ook graaf van Arenberg. In 1634 was hij een van de edelen die worden gearresteerd op beschuldiging van samenzwering. Tot zijn dood verbleef hij als gevangene in Madrid.

## Biografie
Filips Karel was de zoon van Karel van Arenberg en Anna van Croÿ. Na de dood van zijn vader kreeg hij de machtiging van zijn moeder om de titel van hertog van Aarschot, die tot haar erfenis behoorde, te dragen.
Filips Karel begon zijn carrière zoals gebruikelijk als officier. Vanaf 1619 zetelde hij in de Raad van State van de Spaanse Nederlanden. In 1618 was hij benoemd tot ridder in de Orde van het Gulden Vlies.
De oorlog met de Verenigde Provincies werd in 1621 hervat. In 1632 veroverde Frederik Hendrik van Oranje achtereenvolgens Venlo, Roermond en Maastricht. Dit veroorzaakte heel wat opschudding in de Zuidelijke Nederlanden. De zuidelijke Staten-Generaal kwamen samen met het oog op vredesbesprekingen met het Noorden. Filips Karel was de belangrijkste gezant van de Zuid-Nederlandse delegatie.
Enkele edelen sloten in het geheim een verbond om de vrede te forceren. Dit werd ontmaskerd als een samenzwering tegen de Spaanse kroon. Filips Karel werd er in 1634 van beschuldigd hier deel aan te hebben genomen. Hij gaf toe dat hij ervan op de hoogte was geweest, maar ontkende dat hij er in betrokken was. 
Filips Karel werd enkele maanden opgesloten en daarna onder huisarrest geplaatst. In deze omstandigheden viel Filips Karel ten prooi aan ziekte, waar hij in 1640 aan overleed. Zijn laatste woorden waren in het Nederlands: Heere Jesus, die my geschapen hebt, ende met u dierbaer bloed verlost hebt, weest my genadich!
Filips Karel werd begraven in het Capucijnerklooster in Edingen.

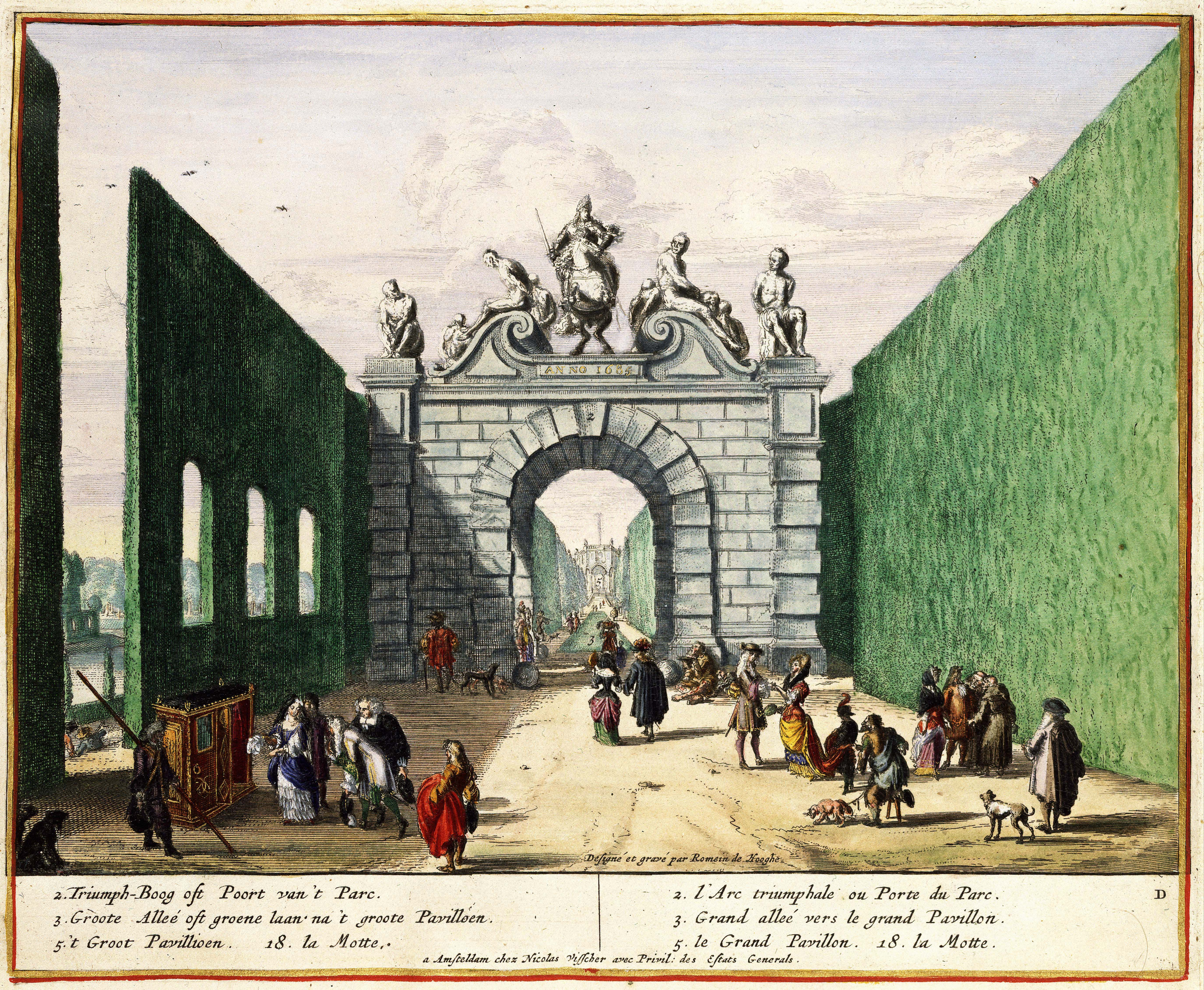
Ruiterstandbeeld van Filips Karel op de slavenpoort in het Park van Edingen, afgebeeld door Romeyn de Hooghe (ca. 1680)

## Kunstverzamelaar

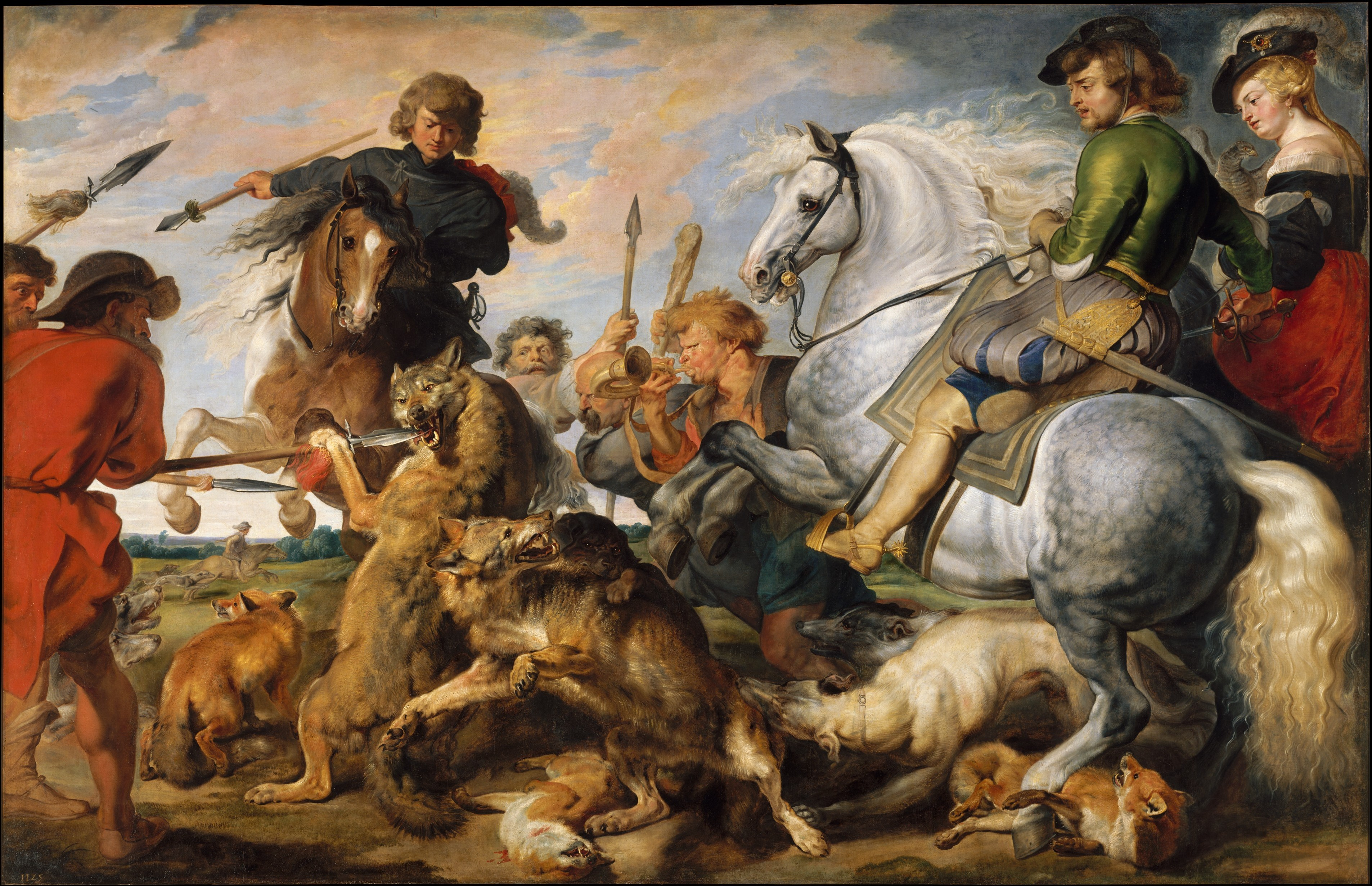
Pieter Paul Rubens: Wolven- en vossenjacht. Metropolitan Museum of Art, New York.

Filips Karel stond ook bekend als kunstverzamelaar: hij kocht werken van Paul de Vos, Frans Snyders en Gaspar de Crayer, alsook Pieter Paul Rubens. Het exemplaar van Rubens' wolven- en vossenjacht in het Metropolitan Museum of Art zou uit zijn collectie komen.

## Huwelijken en kinderen
Filips Karel trouwde drie keer:
- op 21 september 1610 met Hippolyte Anne de Melun, barones de Caumont (?–1615

1. Claire Eugénie (23 oktober 1611 – 24 december 1660)
2. Anne

- op 28 juni 1620 met Isabelle Claire de Berlaymont, gravin de Lalaing (1602–1630), dochter van Florent van Berlaymont

1. Marie Desiree (1624-1630)
2. Filips Frans van Arenberg (1625-1674)
3. Marguerite Alexandrine ( 1626 – 18 juli 1651)
4. Ernestine Françoise, bekend als 'Jeanne' (9 april 1628 – 10 oktober 1663)
5. Claire Isabelle (2 november 1629 – 7 september 1670)

- op 29 maart 1632 met Maria Cleopha, gravin van Hohenzollern-Sigmaringen (1599–1685), dochter van Karel II van Hohenzollern-Sigmaringen

1. Karel Eugenius van Arenberg (1633-1681)
2. Albert-Jacques-Pierre (1634)
3. Marie Thérèse (22 april 1639 – 18 januari 1705)

## Voorouders
| Voorouders van Filips Karel van Arenberg | Voorouders van Filips Karel van Arenberg                          | Voorouders van Filips Karel van Arenberg                          | Voorouders van Filips Karel van Arenberg                          | Voorouders van Filips Karel van Arenberg                          | Voorouders van Filips Karel van Arenberg                                    | Voorouders van Filips Karel van Arenberg                                    | Voorouders van Filips Karel van Arenberg                                    | Voorouders van Filips Karel van Arenberg                                    |
| ---------------------------------------- | ----------------------------------------------------------------- | ----------------------------------------------------------------- | ----------------------------------------------------------------- | ----------------------------------------------------------------- | --------------------------------------------------------------------------- | --------------------------------------------------------------------------- | --------------------------------------------------------------------------- | --------------------------------------------------------------------------- |
| Overgrootouders                          | Lodewijk van Ligne (-1516) ∞ Maria van Glymes (-)                 | Lodewijk van Ligne (-1516) ∞ Maria van Glymes (-)                 | Robert II van der Mark (-) ∞ Walburga van Egmond (-)              | Robert II van der Mark (-) ∞ Walburga van Egmond (-)              | Filips II van Croÿ (1469-1549) ∞ Anne van Croÿ-Chimay (1501-1539)           | Filips II van Croÿ (1469-1549) ∞ Anne van Croÿ-Chimay (1501-1539)           | Johan van Hallewijn (1510-1544) ∞ Josine van Lannoy (1519-1561)             | Johan van Hallewijn (1510-1544) ∞ Josine van Lannoy (1519-1561)             |
| Grootouders                              | Jan van Ligne (1525-1568) ∞ Margaretha van der Mark (1527-1599)   | Jan van Ligne (1525-1568) ∞ Margaretha van der Mark (1527-1599)   | Jan van Ligne (1525-1568) ∞ Margaretha van der Mark (1527-1599)   | Jan van Ligne (1525-1568) ∞ Margaretha van der Mark (1527-1599)   | Filips III van Croÿ (1526-1595) ∞ Johanna Hendrika van Hallewyn (1544-1581) | Filips III van Croÿ (1526-1595) ∞ Johanna Hendrika van Hallewyn (1544-1581) | Filips III van Croÿ (1526-1595) ∞ Johanna Hendrika van Hallewyn (1544-1581) | Filips III van Croÿ (1526-1595) ∞ Johanna Hendrika van Hallewyn (1544-1581) |
| Ouders                                   | Karel van Arenberg (1550-1616) ∞ Anna van Croÿ-Chimay (1564-1635) | Karel van Arenberg (1550-1616) ∞ Anna van Croÿ-Chimay (1564-1635) | Karel van Arenberg (1550-1616) ∞ Anna van Croÿ-Chimay (1564-1635) | Karel van Arenberg (1550-1616) ∞ Anna van Croÿ-Chimay (1564-1635) | Karel van Arenberg (1550-1616) ∞ Anna van Croÿ-Chimay (1564-1635)           | Karel van Arenberg (1550-1616) ∞ Anna van Croÿ-Chimay (1564-1635)           | Karel van Arenberg (1550-1616) ∞ Anna van Croÿ-Chimay (1564-1635)           | Karel van Arenberg (1550-1616) ∞ Anna van Croÿ-Chimay (1564-1635)           |
| Filips Karel van Arenberg (1550-1616)    |                                                                   |                                                                   |                                                                   |                                                                   |                                                                             |                                                                             |                                                                             |                                                                             |

- Gemeinsame Normdatei: 1240000006
- International Standard Name Identifier: 0000 0000 4280 8578
- Library of Congress Control Number: nb99173483
- Virtual International Authority File: 14270355
- WorldCat: E39PBJh8MbgqR99Jhg4GwYDTHC